# コシジロウズラシギ
コシジロウズラシギ（腰白鶉鴫、Calidris fuscicollis）は、北アメリカ大陸と南アメリカ大陸に分布するチドリ目シギ科の一種。

## 分布
北アメリカ大陸と南アメリカ大陸に分布する。日本では迷鳥として神奈川県と新潟県に記録されている。

## 形態
全長17cm。雌雄同色。腰は白い。成鳥夏羽の頭は茶色みが強い。

## 生態
大草原、干潟などの海岸に生息する。夏には、ツンドラ、浸水した畑、浅い池、淡水湿地の端、干潟、砂浜に生息する。日本では干潟や河口で見られる。濁りのない小さい声で「チッ」と鳴く。主に無脊椎動物を食す。

## 繁殖
繁殖地では昆虫を食す。4個稀に3個の卵を産む。卵はオリーブ色から緑色、稀に茶色や灰色。雌は約22日間卵を温める。飛行できるようになる年齢は生後約16-17日。その後すぐ独立する。

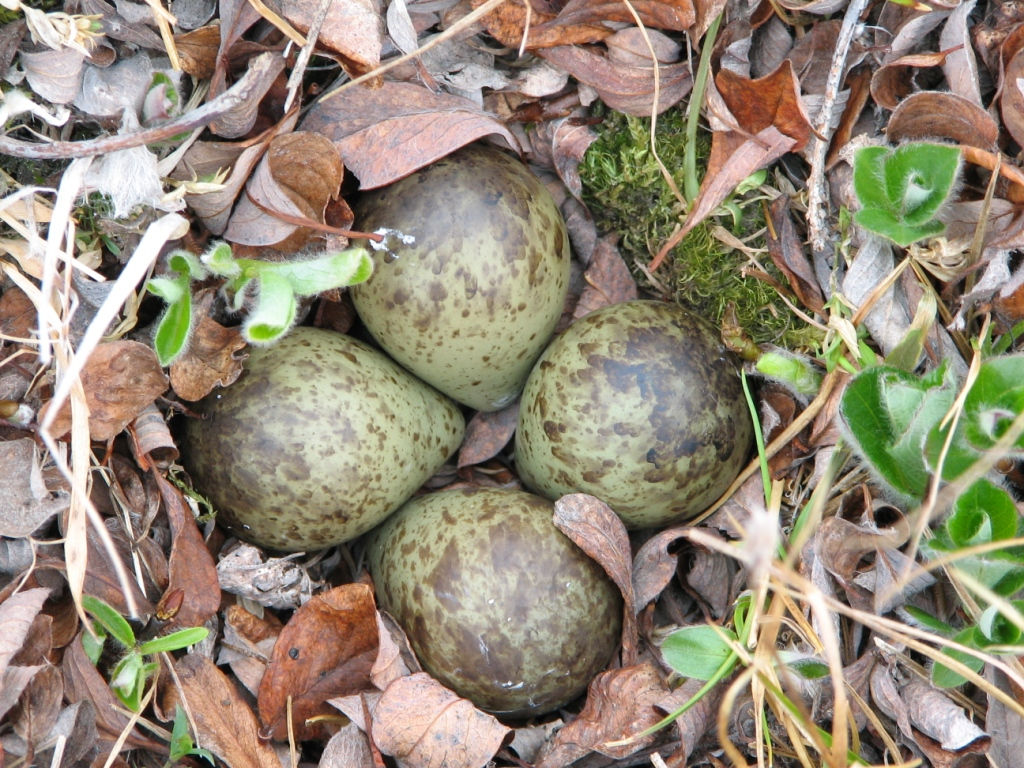
コシジロウズラシギの卵